# BVG-Baureihe A

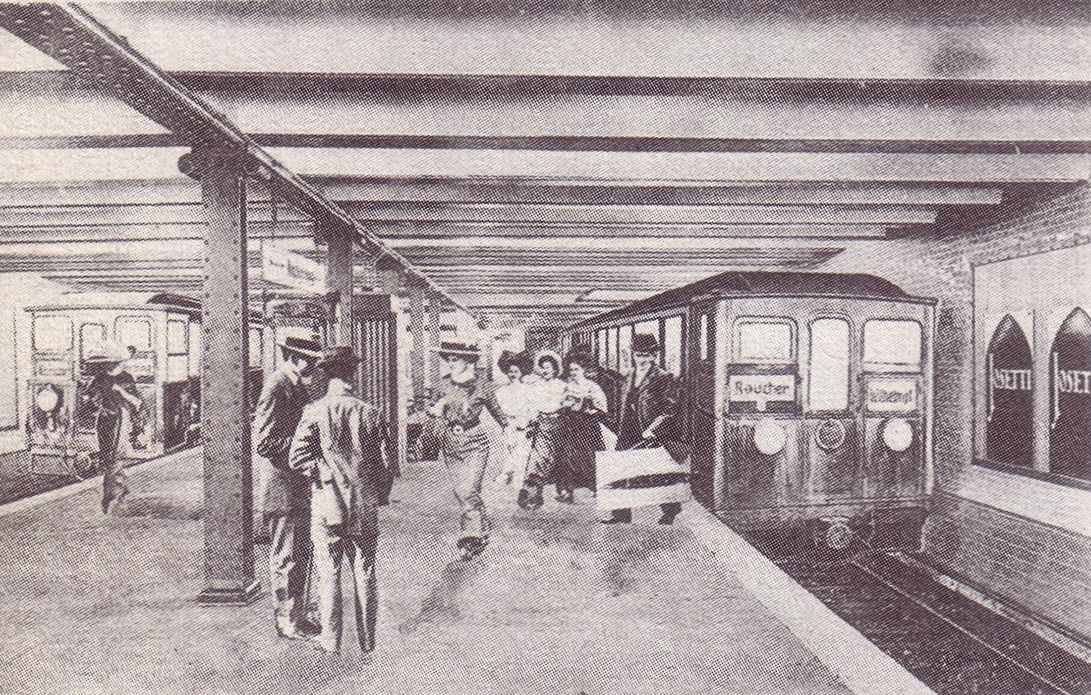
AI-Wagen am U-Bahnhof Senefelderplatz (1913)

Als Baureihe A wird die erste Generation der Kleinprofil-Fahrzeuge der Berliner U-Bahn bezeichnet. Die Berliner Verkehrsbetriebe (BVG) unterschieden sie in die Typen AI und AII (ab 1957 bei der BVG-West als A1 und A2), äußerlich und technisch sind es allerdings insgesamt fünf Fahrzeugtypen sowie verschiedene umgebaute Wagen. Zwischen 1901 und 1926 wurden insgesamt 385 Trieb- und 252 Beiwagen des Typs AI bei verschiedenen Herstellern gebaut; in den Jahren 1928 und 1929 folgten 96 Trieb- und 96 Beiwagen des Typs AII. Bei der BVG-West liefen die A1-Wagen bis Dezember 1968, die A2-Wagen bis zum 30. April 1973 im planmäßigen Fahrdienst. Bei den Ost-Berliner Verkehrsbetrieben (BVB) endete der fahrplanmäßige Betrieb erst am 5. November 1989, die ältesten Fahrzeuge waren bis dahin über 80 Jahre im Einsatz.

## Nummerierung
| Typ  | Nummer                          |
| ---- | ------------------------------- |
| AI   | 125 400–125 456 175 401–176 457 |
| AIU  | 126 500–126 580 176 501–176 581 |
| AII  | 127 600–127 646 177 601–176 647 |
| AIIU | 128 700–128 734 128 701–128 735 |

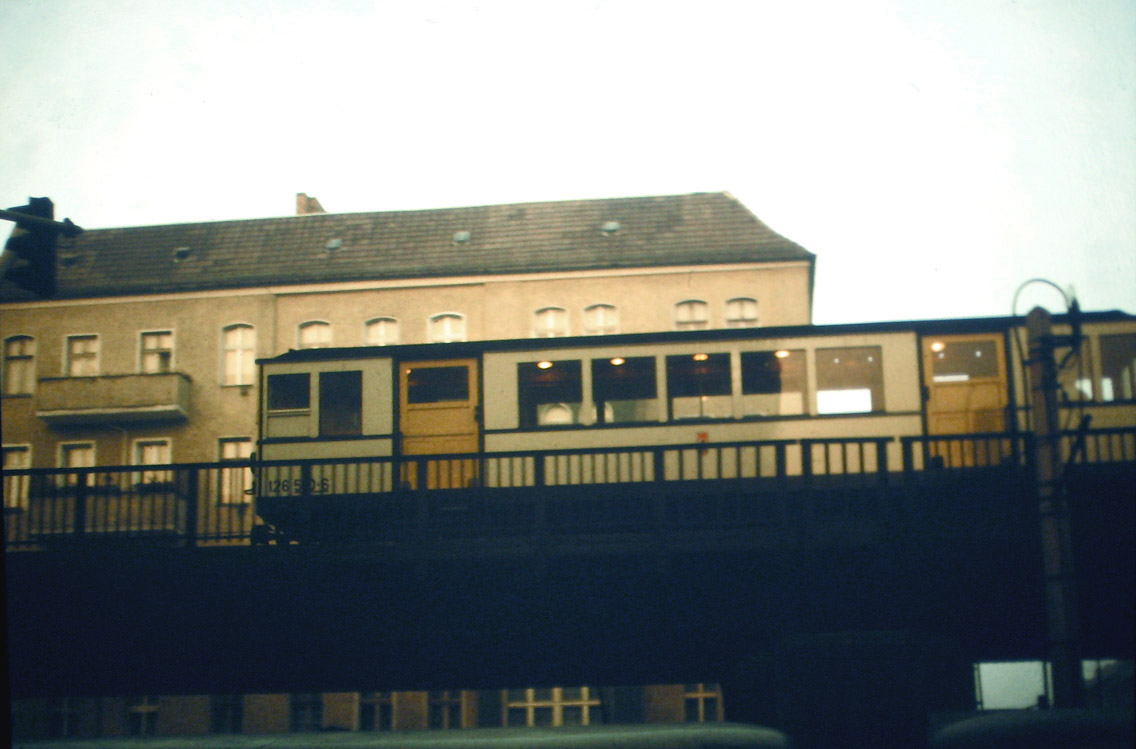
AIU-Wagen 126 530-6 auf dem Magistratsschirm (1989)

Die Wagen der Typen AI und AII wurden von der Hochbahngesellschaft beziehungsweise der BVG zunächst durchgehend nummeriert; Umbauten sowie die Schöneberger U-Bahn-Wagen wurden später in dieses System einbezogen. Die Triebwagen erhielten eine durchgehende Nummerierung, beginnend mit der Zahl 1, die Beiwagen zunächst eine um 200, ab 1912 eine um 500 erhöhte Wagennummer. Die Triebwagennummern 1 bis 58 wurden 1926 zum zweiten Mal vergeben, da die Wagen, die diese Nummern vorher trugen, zu diesem Zeitpunkt bereits ausgemustert waren.
1970 führten die Ost-Berliner Verkehrsbetriebe (BVB; bis 1968 BVG-Ost) ein EDV-gerechtes Nummernsystem ein. Es sah für die im Personenverkehr eingesetzten Altbautriebwagen eine Baureihennummer zwischen 120 und 129, für die entsprechenden Beiwagen zwischen 170 und 179 vor, ergänzt mit der Ordnungsnummer, wobei Triebwagen gerade, Beiwagen ungerade Nummern erhielten. Dienstfahrzeuge erhielten 700er Reihennummern.

## Baureihe AI
Als Baureihe AI wurden nachträglich alle von 1901 bis 1926 gebauten Kleinprofilfahrzeuge der Hochbahngesellschaft zusammengefasst. Diese wurden in „Wagen alter Bauart“ (1. bis 4. Lieferung, direkte Zugsteuerung), die „Wagen neuer Bauart“ (5. bis 18. Lieferung, Schützensteuerung), die Wagen der bis 1926 vom Restnetz unabhängigen Schöneberger U-Bahn (heutige U4) sowie die ab 1924 gebauten Stahlwagen unterscheiden. Äußerlich unterscheiden sich die Fahrzeuge von den AII-Wagen durch die sogenannte „Hochbahnkupplung“ sowie die einteiligen Schiebetüren.

### Die Holzwagen alter Bauart
| Lieferung | Jahr    | Triebwagen | Beiwagen |
| --------- | ------- | ---------- | -------- |
| 1.        | 1901/03 | 1–42       | 501–522  |
| 2.        | 1902/03 | 43–58      | 523–530  |
| 3.        | 1902/03 | 59–66      | 531–534  |
| 4.        | 1903/04 |            | 535–538  |

Die Wagen der 1. Lieferung stammten von der Straßen-Eisenbahn-Gesellschaft Falkenried sowie der Düsseldorfer Gesellschaft für Eisenbahnbedarf und wurden in den Jahren 1901 bis 1902 geliefert. Die elektrische Ausrüstung kam von Siemens & Halske; eingebaut wurde sie nach Auslieferung der Wagen in der Betriebswerkstatt Warschauer Brücke. Im Gegensatz zu den späteren Fahrzeugen mit vier Fahrmotoren verfügten die Triebwagen der 1. Lieferung nur über drei Tatzlagermotoren, die vierte Achse war eine Laufachse. Durch die damit verbundene geringere Anfahrzugkraft konnte nur ein Beiwagen zwischen zwei Triebwagen gekuppelt werden.
Die Motorenströme flossen dabei direkt durch den entsprechend groß und schwergängig ausfallenden Fahrschalter im führenden Führerstand mit zwölf Fahrstufen. Der Übergang von der achten auf die neunte Fahrstufe hatte infolge der knapp bemessenen magnetischen Funkenlöschung schnell und präzise zu erfolgen, da sonst die Fahrschalter zu schmoren anfingen und es zur sogenannten „Fahrschalterexplosion“ kommen konnte. Insgesamt umfasste die erste Lieferung 42 Triebwagen der dritten sowie 21 Beiwagen der zweiten Klasse. Die Wagen der zweiten Klasse erhielten eine rote, die der dritten eine gelbe Lackierung; die Fensterbänder waren weiß abgesetzt.
Die Wagen der 2. bis 4. Lieferung hatten ebenso wie die der 1. Lieferung Wagenkästen aus Holz, verfügten jedoch über vier angetriebene Achsen, wodurch auch Vierwagenzüge mit zwei Beiwagen gebildet werden konnten. Die Wagen der 2. bis 4. Lieferung wurden in den Jahren 1902 und 1903 von Falkenried, der Breslauer Actien-Gesellschaft für Eisenbahnwagenbau und van der Zypen & Charlier gebaut und umfassten insgesamt 24 Trieb- und 14 Beiwagen.
Die letzten vier Wagen der 2. Lieferung (Nr. 55–58) wurden als Versuchszug mit einer Vielfachsteuerung nach Plänen von Frank Julian Sprague ausgerüstet. Jeder der vier Triebwagen wurde mit einem zusätzlichen Fahrschalter, dem „Betriebsregler“ versehen, welcher mit einem kleinen Elektromotor ausgestattet war, wodurch alle Triebwagen eines Zuges vom führenden Fahrschalter aus mitgesteuert wurden, was in der Theorie Sechs- oder Acht-Wagen-Züge möglich machte. Leider erwies sich der Zug als äußerst störanfällig, sodass er bereits im Jahre 1906 abgestellt und die Triebwagen in Beiwagen (Nr. 539, 540, 551 und 587) umgebaut wurden.
Beim Hochbahnunglück am Gleisdreieck am 26. September 1908 wurde der Triebwagen 3 so sehr beschädigt, dass er aus dem Fahrzeugbestand ausschied. Die anderen beim Unfall beteiligten Wagen konnten wieder fahrtüchtig gemacht werden. Ein Ersatzwagen wurde im Juni 1909 geliefert.
1922 wurden zur Eröffnung der Nord-Süd-Bahn (heutige U6) 21 Trieb- und 28 Beiwagen für den Betrieb auf der neuen Großprofilstrecke ähnlich den späteren AIK mit Profilausgleichsbohlen sowie Stromabnehmern und Fahrsperrenauslösehebeln nach Großprofilnormen angepasst. Sie kamen bis 1926 auf dieser Strecke und der bis Anfang 1929 auf dem ersten Teilstück der heutigen U8 zwischen Boddinstraße und Neanderstraße zum Einsatz und wurden danach verschrottet.
1926 wurden insgesamt 32 Triebwagen zu Beiwagen umgebaut, um einen besseren Betrieb mit Vierwagenzügen zu ermöglichen. Ein nicht umgebauter Beiwagen wurde in diesem Jahr ausgemustert. Die verbliebenen Triebwagen dieser ersten vier Lieferserien wurden zwischen 1935 und 1937 ausgemustert und verschrottet, darunter auch zum großen Teil die für die Nord-Süd-Bahn umgebauten Wagen. Von den insgesamt acht verbliebenen Beiwagen gingen im Zweiten Weltkrieg vier verloren, die übrigen vier gelangten zu gleichen Teilen an die BVG-West und BVG-Ost, wo sie in den 1960er Jahren ausgemustert und später verschrottet wurden. Von den ersten vier Lieferserien blieb somit kein Fahrzeug erhalten.

### Die Holzwagen neuer Bauart
| Lieferung | Jahr    | Triebwagen        | Beiwagen |
| --------- | ------- | ----------------- | -------- |
| 5.        | 1906/07 | 55II–58II, 67–072 | 539–550  |
| 6.        | 1908    | 73–078            | 552–559  |
| 7.        | 1908    | 79–082            |          |
| 8.        | 1908    | 83–114            | 560–586  |
| 9.        | 1909    | 115–120           |          |
| 10.       | 1909    | 121–129           | 588–597  |
| 11.       | 1910    | 130–133           | 598–601  |
| 12.       | 1912    | 134–139           | 602–612  |
| 13.       | 1913    | 140–163           | 613–636  |
| 14.       | 1913    | 164–226           | 637–674  |
| 15.       | 1913/23 | 227–229           | 675–680  |

Die Wagen ab der fünften Lieferung waren gegenüber den Vorgängern mit einer Schützensteuerung ausgerüstet. Der Fahrschalter musste nur noch einen vergleichsweise geringen Steuerstrom schalten, weshalb die Fahrschalterexplosionen ausblieben. Äußerlich glichen sie weitgehend den Vorgängern, die auffälligsten Unterschiede zwischen den einzelnen Wagen – sowohl zu den Vorgängern als auch untereinander – betraf die Fenstereinteilung, die in den Jahren mehrfach wechselte. In elf Lieferserien wurden zwischen 1906 und 1913 insgesamt 165 Trieb- sowie 140 Beiwagen von verschiedenen Herstellern ausgeliefert.
1935 wurden die Triebwagen der fünften und sechsten Lieferung ausgemustert. 22 Trieb- sowie 26 Beiwagen wurden im Zweiten Weltkrieg zerstört. Die verbliebenen Fahrzeuge musterte die BVG-West 1966, die BVB im Jahr 1989 aus.

### Schöneberger Bauart
| Lieferung | Jahr | BVG     | Schöneberg |
| --------- | ---- | ------- | ---------- |
| 1.        | 1910 | 358–369 | 11–22      |
| 2.        | 1912 | 765–770 | 23–28      |

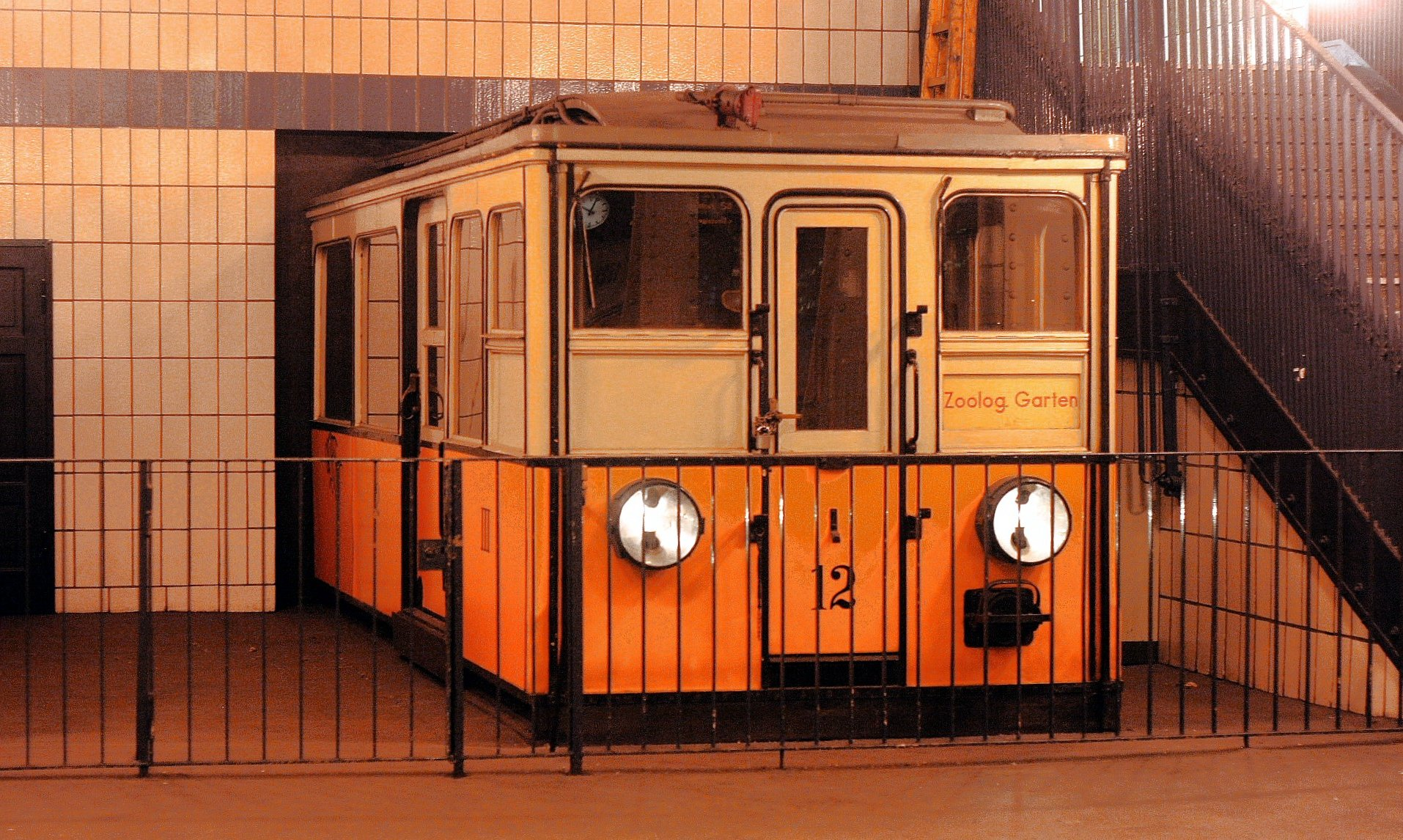
Wagen 12 der Schöneberger U-Bahn am U-Bahnhof Klosterstraße

Die am 1. Dezember 1910 eröffnete Schöneberger U-Bahn wurde bereits zur Eröffnung von der Hochbahngesellschaft betrieben. Schon die ersten Planungen sahen die Verknüpfung dieser zunächst noch unabhängig geführten Strecke mit dem Stammnetz der Hochbahngesellschaft vor; deshalb wurden gleichartige Fahrzeuge bestellt. Die insgesamt 18 Wagen – ausschließlich Triebwagen – baute MAN in Nürnberg in den Jahren 1910 und 1912 in zwei Lieferserien (später als AI SI bzw. AI SII bezeichnet); die elektrische Ausrüstung der ersten Lieferserie stammte, wie bei den Wagen der Hochbahngesellschaft, von Siemens & Halske; die der zweiten Serie von Bergmann. Im Unterschied zu den Wagen der Hochbahngesellschaft hatten sie nur ein Triebdrehgestell und Trennwände innerhalb der Wagen zwischen der zweiten und dritten Klasse. Des Weiteren verfügte die Werkstatt Eisackstraße über Hilfsstromabnehmer an der Hallendecke, die beim Einfahren der Wagen selbsttätig an den Wagen einrasteten.
Nach der Anbindung der Schöneberger U-Bahn an das Netz der Hochbahngesellschaft wurden die Wagen der zweiten Lieferserie in Beiwagen umgebaut. Die Triebwagen erhielten die Wagennummern 358–369; die Beiwagen 765–770. Nach der Spaltung der BVG erhielt der Westteil zehn, der Ostteil acht der vorhandenen Wagen. Zwei Triebwagen (358 ex 11 und 363 ex 16) wurden 1966 zu AIU-Beiwagen umgebaut. Die Wagen wurden bei der BVG-West im Jahre 1965, bei der BVG-Ost im Jahre 1969 ausgemustert.
Der Triebwagen 359 (ex 12) wurde nach seiner Ausmusterung zu einem Stromabnehmer- bzw. Überführungstriebwagen, kurz „Stromwagen“ für AI-Wagen umgebaut und dienten seitdem für Überführungsfahrten von Kleinprofilzügen zur Betriebswerkstatt Friedrichsfelde. Nach einem Unfall im Oktober 1981 wurde der Wagen abgestellt und die vordere Hälfte des Wagenkastens im Oktober 1985 im U-Bahnhof Klosterstraße ausgestellt.

Maßzeichnungen der Schöneberger Triebwagen
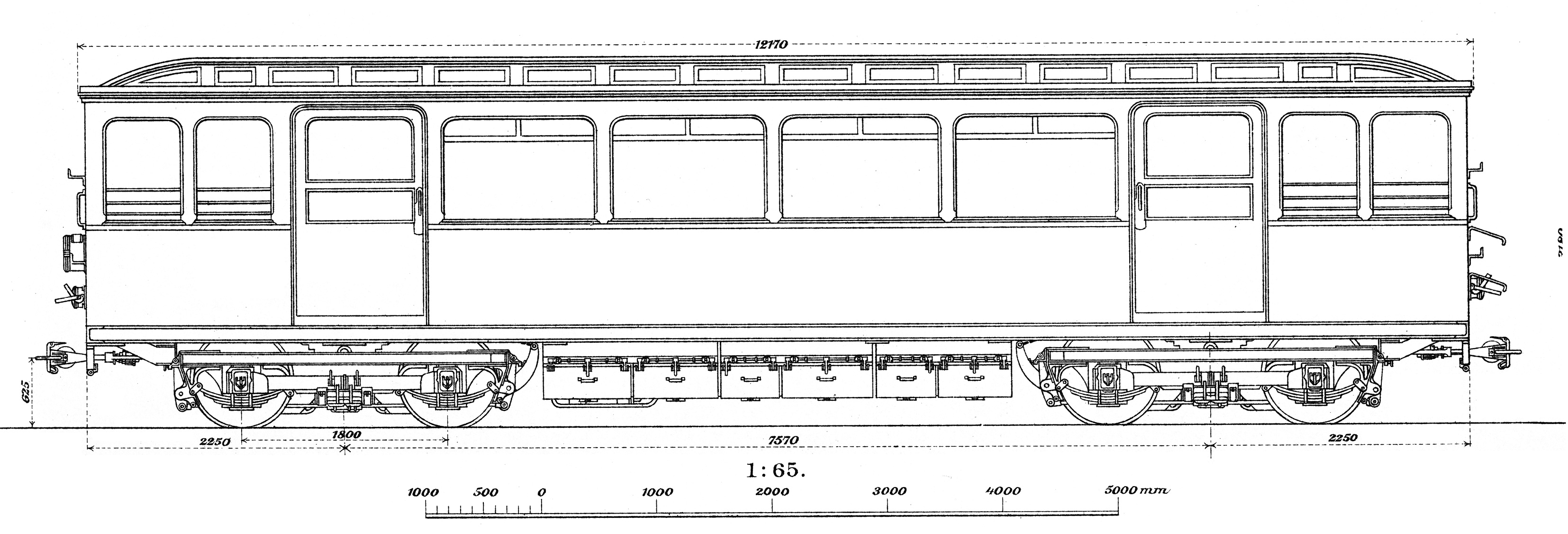
Außenansicht
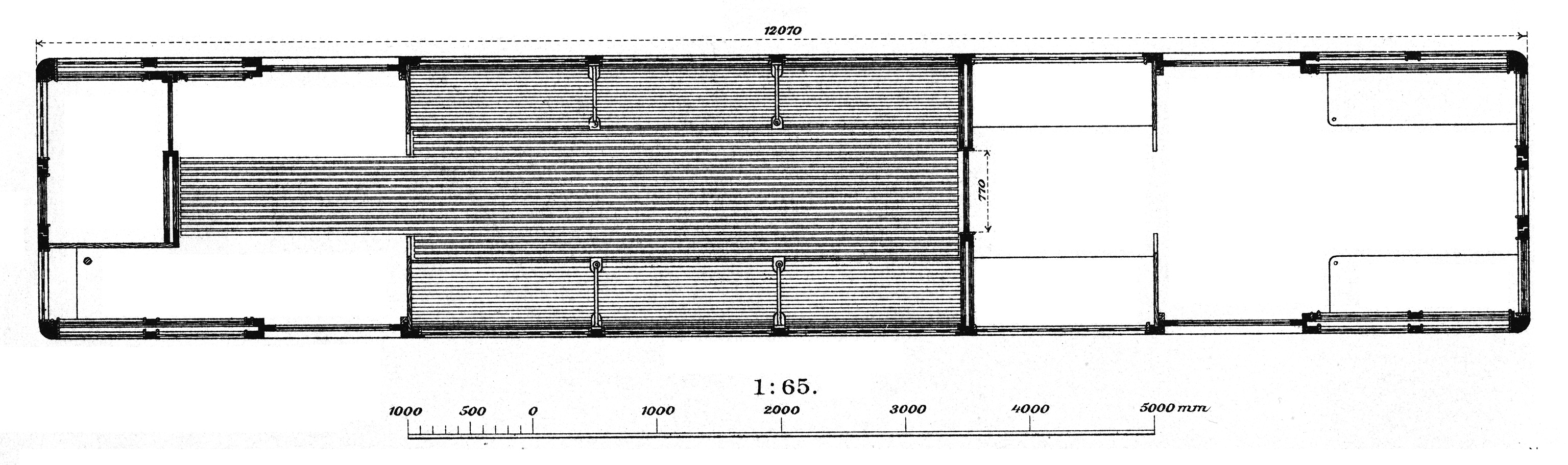
Grundriss 2. Klasse weiß, 3. Klasse schraffiert
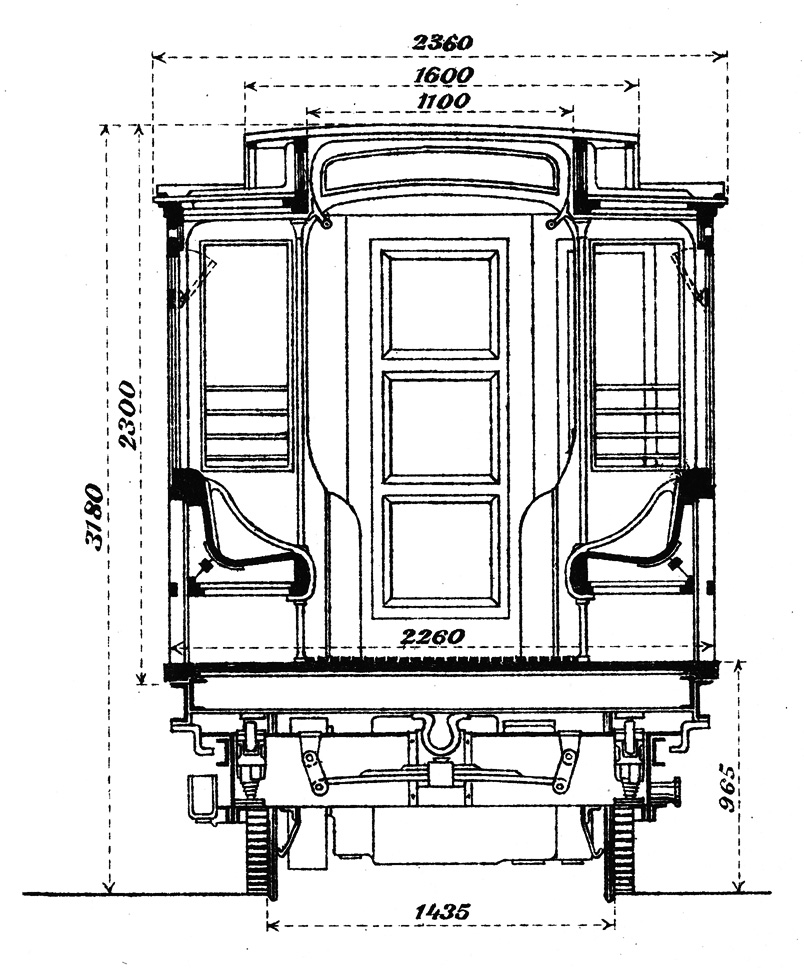
Schnitt

### Die Stahlwagen
| Lieferung | Jahr    | Triebwagen    | Beiwagen |
| --------- | ------- | ------------- | -------- |
| 16.       | 1924/25 | 230–280       | 681–731  |
| 17.       | 1925/26 | 281–292       | 732–743  |
| 18.       | 1926    | 1–058 293–306 | 751–764  |

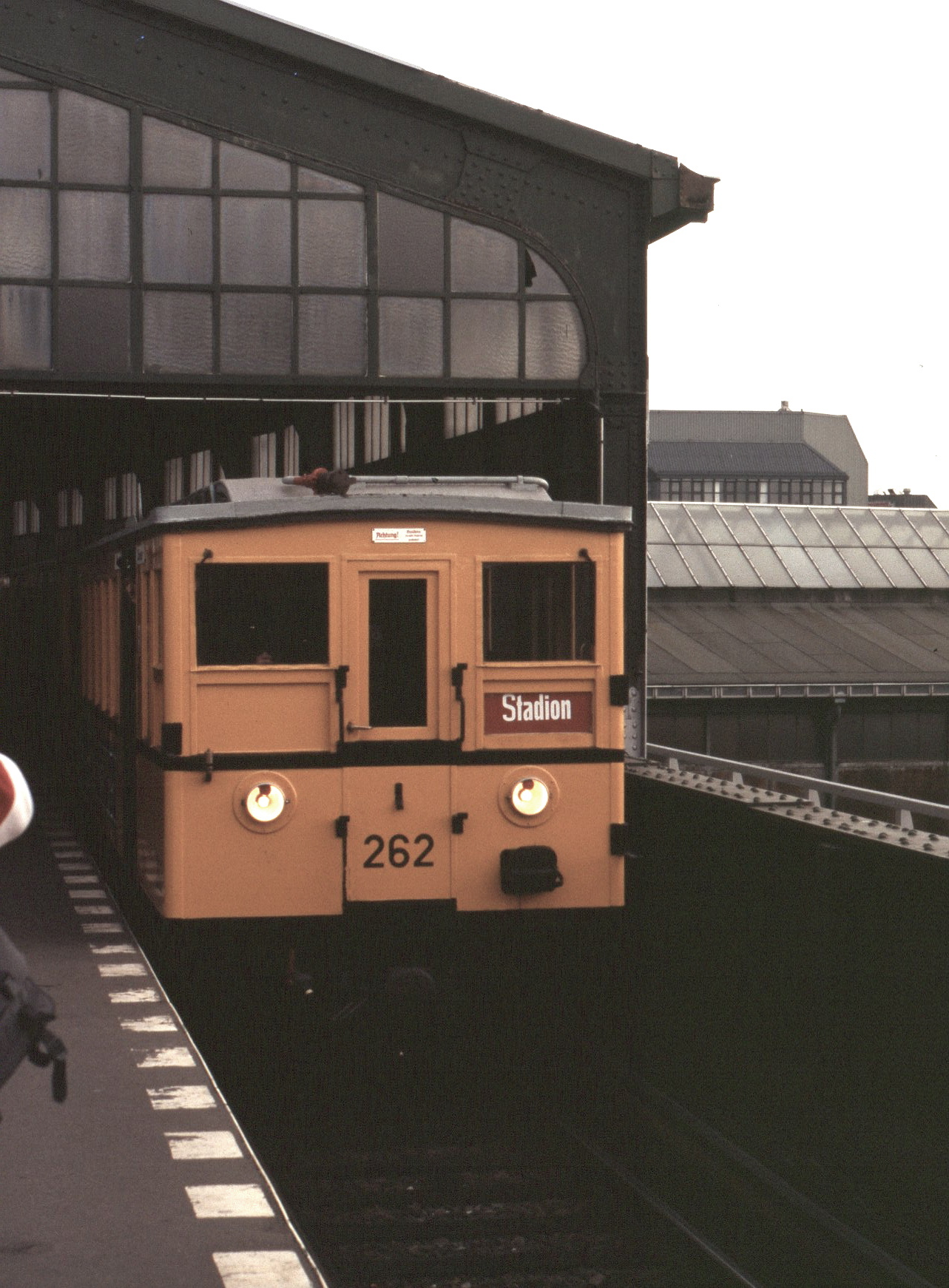
Stahlwagen Baureihe AI der 16. Lieferung im U-Bahnhof Gleisdreieck, oberer Bahnsteig

Nach über elf Jahren Pause bestellte die Hochbahngesellschaft im Jahr 1924 neue Fahrzeuge für den U-Bahn-Betrieb. Die Fahrzeuge erhielten im Gegensatz zu den Vorgängern Wagenkästen aus Stahl. Deren bisherige Bauform mit Kastenaufbauten aus Eichenholz auf einem eisernen Untergestell wies zunehmend Nachteile auf. In engen Kurven verdrehte sich der Wagenkasten, und die Feuchtigkeit setzte den Wagen zu. Zudem waren im Zuge der Hyperinflation des Jahres 1923 die Holzpreise extrem angestiegen. So wurde beschlossen, die Neubaufahrzeuge mit einem stählernen Kastengerippe zu bauen, zumal mit der Baureihe B bereits Stahlwagen erfolgreich im Liniendienst verkehrten. Im Herbst 1924 wurde auf der Internationalen Eisenbahntechnischen Ausstellung in Seddin mit dem Beiwagen 682 der erste Hochbahnwagen der neuen Bauform präsentiert.
Das Untergestell der neuen Fahrzeuge bestand aus gewalztem Stahl, die Längsträger dienten zugleich als Untergurte der Seitenwandträger. Die Querverbindung der Seitenwände erfolgte durch eine stählerne Dachkonstruktion mit einem durchgehenden, Z-förmigen Oberlichtträger. Nach wie vor aus Holz bestanden die Dachaufbauten und die Innenverkleidung. Die glatte Außenverblechung verlieh den Wagen ein moderneres Aussehen, durch die neue Konstruktion bedingt ergab sich eine mit 12.130 mm geringfügig größere Länge.
Äußerlich waren die Wagen an der mittleren fünfteiligen Fensterreihe zu erkennen. Die Lackierung wechselte von Gelb/Weiß beziehungsweise Rot/Weiß zu einem kompletten Gelb beziehungsweise Rot. Nach Abschaffung der Wagenklassen stand Rot für die Raucher- und Gelb für die Nichtraucherwagen. Die Wagen der 18. Lieferserie unterschieden sich von den vorherigen zusätzlich durch zwei anstelle von einem Fenster im Türbereich.
Von den 51 Triebwagen der 16. Lieferung (Nummern 230 bis 280) wurden die letzten 20 als Motorwagen ohne Führerstand ausgeliefert. Die 51 Beiwagen erhielten statt der bislang verwendeten Gleitlager neuartige Achsenbuchsen mit Rollenlagern. Gebaut wurden diese Fahrzeuge bei der WUMAG, Busch, MAN, Linke-Hoffmann, Credé und Fuchs. Der als Motorwagen gelieferte Triebwagen 262 erhielt 1937 einen Führerstand und eine Zugbegleitertür.
In insgesamt drei Lieferserien wurden 135 Trieb- und 76 Beiwagen ausgeliefert. Davon gingen 13 Trieb- sowie neun Beiwagen im Zweiten Weltkrieg verloren. Die BVG-West baute 1962 – neun Jahre vor der Ausmusterung – noch vier Beiwagen der 18. Lieferung in Beiwagen des Typs AII um.
Von den Stahlwagen sind drei Wagen fahrfähig erhalten, sie dienen der BVG als Museumsfahrzeuge.

### Umbauwagen AIK

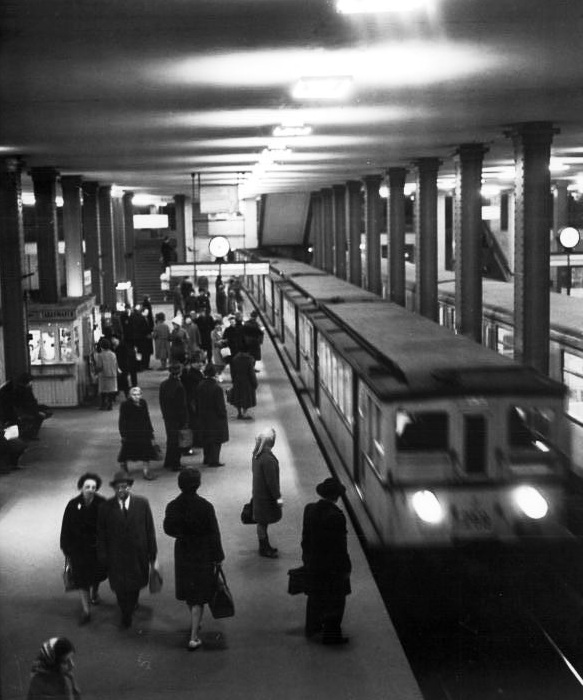
AIK-Wagen 1964 am Bahnhof Alexanderplatz, deutlich erkennbar sind die seitlichen Profilausgleichsbohlen

Durch die von den Siegermächten auferlegten Reparationszahlungen musste die BVG nach 1945 insgesamt 120 Wagen der seinerzeit modernsten Großprofil-Baureihe C für den Betrieb der Moskauer Metro abgeben. Da diese vorrangig auf der ausschließlich im Ostteil verkehrenden Linie E (heutige U5) eingesetzt worden waren und die verbliebenen Großprofilfahrzeuge ausnahmslos der BVG-West gehörten, musste die BVG-Ost entsprechend einen Teil ihrer Kleinprofil-Fahrzeuge für den Betrieb auf der Großprofilstrecke umrüsten.
Insgesamt 40 Trieb- und 40 Beiwagen aus der 16. bis 18. Lieferung wurden dazu von der Hauptwerkstatt Grunewald im Straßentransport in die Betriebswerkstatt Friedrichsfelde überführt und dort für den Betrieb auf der Großprofilstrecke umgerüstet. Die Fahrzeuge erhielten die von den C-Wagen abgebauten Großprofilstromabnehmer sowie neue Fahrsperrenauslösehebel. Die Polarität wurde dem Großprofilnetz angepasst und die Fahrzeuge erhielten seitlich 180 Millimeter breite Profilausgleichsbohlen – im Berliner Jargon „Blumenbretter“ genannt –, um den Abstand zwischen Fahrzeug und Bahnsteigkante zu verkleinern. Nach dem Umbau wurden die Fahrzeuge als Baureihe AIK bezeichnet, ohne die Fahrzeugnummern umzuzeichnen.
Die Züge verkehrten zur Hauptverkehrszeit im Drei- bis Fünfminutentakt, sie verkehrten in der Regel als Vier- oder Sechswagenzüge. Da die Fahrzeuge jedoch nur 88 Fahrgäste pro Wagen aufnehmen konnten (Reihe C: 130) und die Höchstgeschwindigkeit bei 50 km/h lag (C-Wagen: 60 km/h), mussten im Berufsverkehr fast immer sämtliche Wagen ausrücken, so dass kaum Reservezüge bereitstanden. Da die Linie A (heutige U2) wegen fehlender Umbauwagen ebenfalls nicht genügend Kapazitäten bot, musste die BVG-Ost eine neue Großprofilbaureihe entwerfen. Nachdem sich ein 1958 vorgestellter Prototyp der neuen Baureihe EI als nicht erfolgreich erwiesen hatte, begann ab 1962 der Umbau von nicht mehr benötigten Wagen der Berliner S-Bahn zur Baureihe EIII. Mit der Auslieferung dieser Fahrzeuge begann der kontinuierliche Abzug der AIK-Wagen von der Linie E sowie deren Rückbau für das Kleinprofilnetz. 1968 verkehrte der letzte Wagen mit „Blumenbrettern“. Die zurückgebauten Fahrzeuge liefen fortan als Typ AIU (U für Umbau). 1970 wurden die Wagen entsprechend dem EDV-gerechten Baureihenschema umgezeichnet und bis zu ihrer endgültigen Ausmusterung 1989 als Baureihe 126 geführt.

## Baureihe AII
| Lieferung | Jahr    | Triebwagen | Beiwagen |
| --------- | ------- | ---------- | -------- |
| 19.       | 1928    | 307–357    | 771–821  |
| 20.       | 1928/29 | 370–414    | 822–866  |

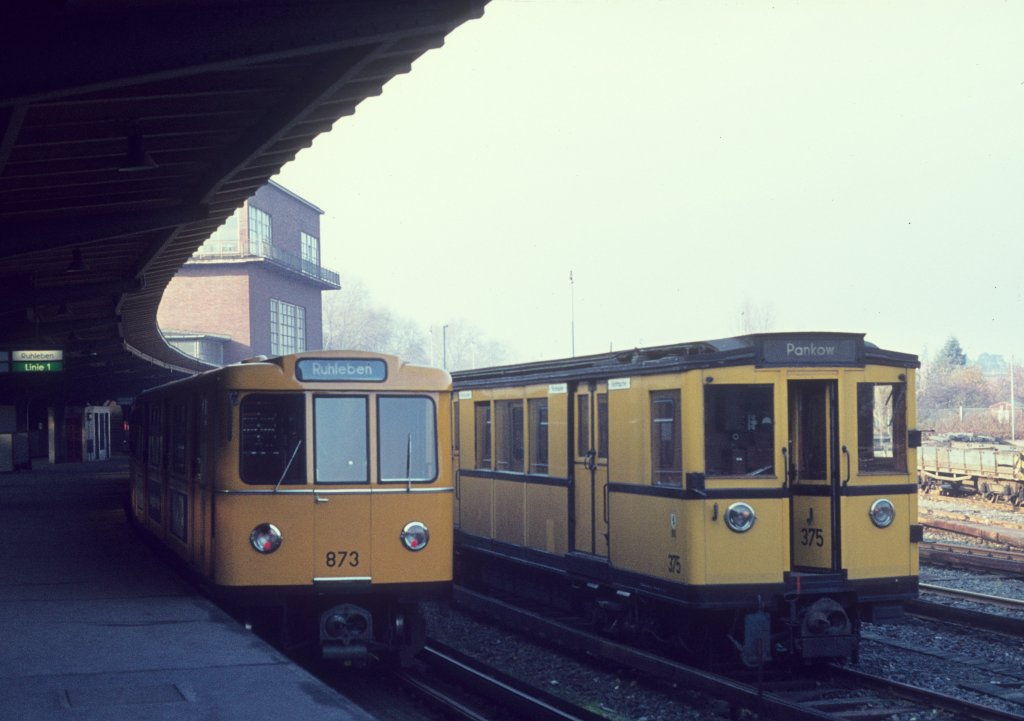
A3L- neben einem A2-Triebwagen der 20. Lieferung am U-Bahnhof Olympia-Stadion, 1973

1927 entschloss sich die Hochbahngesellschaft zur Bestellung weiterer Kleinprofilfahrzeuge. Diese sollten im Gegensatz zu ihren Vorgängern einheitlich gestaltet werden, die teilweise über 25 Jahre alten Holzwagen ersetzen und mit den modernen Stadtschnellbahnwagen der Deutschen Reichsbahn konkurrieren können. Der neue Fahrzeugtyp wurde als AII bezeichnet.
Die Fahrzeuge bauen auf den Stahlwagen von 1924 auf. Allerdings wurden doppelte Taschenschiebetüren eingebaut und die Wagen erhielten Scharfenbergkupplungen für eine schnelle Zugbildung sowie eine halbselbsttätige Zugsteuerung. Damit waren die Fahrzeuge mit den AI-Wagen betrieblich nicht kuppelbar. Von technischer Seite aus erhielten die Fahrzeuge eine selbstständige Zugsteuerung für den Fahrschalter sowie einen Schaltmotor für den unteren Teil der Fahrschaltwalze. Der Fahrer gab mit Verstellen des Fahrschalters also lediglich die Stellung der Schaltwalze an, die Steuerung erfolgte daraufhin automatisch. Die Triebwagen wurden mit vier Gleichstromreihenschlussmotoren mit einer Leistung von je 60 Kilowatt ausgestattet. Sie hatten eine elektrische Druckluftbremse, eine Gegenstrombremse sowie eine Handbremse zum Feststellen der Wagen.
Nicht alle Triebwagen hatten von Beginn an einen Führerstand. Ein Teil von ihnen lief als „Motorwagen“ zur Bildung längerer Zugeinheiten. 1937 wurden diese Wagen mit Führerständen ausgerüstet, gleichzeitig erhielten einige Führerstände eine seitliche Zugbegleitertür.
In zwei Lieferserien (19. und 20. Lieferung) wurden insgesamt 96 Trieb- sowie 96 Beiwagen ausgeliefert.
Die AII-Wagen werden beiläufig auch als „Amanullah-Wagen“ bezeichnet. Diese Bezeichnung geht auf den Besuch des afghanischen Königs Aman Ullah im Februar 1928 zurück, welcher zeitgleich mit der Auslieferung der neuen Wagen stattfand. Die weitverbreitete Legende, dass der König einen dieser Züge selbst steuern durfte, wurde inzwischen widerlegt.
13 Trieb- und neun Beiwagen gingen im Zweiten Weltkrieg verloren. Vier Jahre später wurde der noch vorhandene Fahrzeugpark zwischen den beiden Stadthälften aufgeteilt. 25 Trieb- und 24 Beiwagen gingen an die BVG-Ost, 69 Trieb- und 64 Beiwagen an die BVG-West.

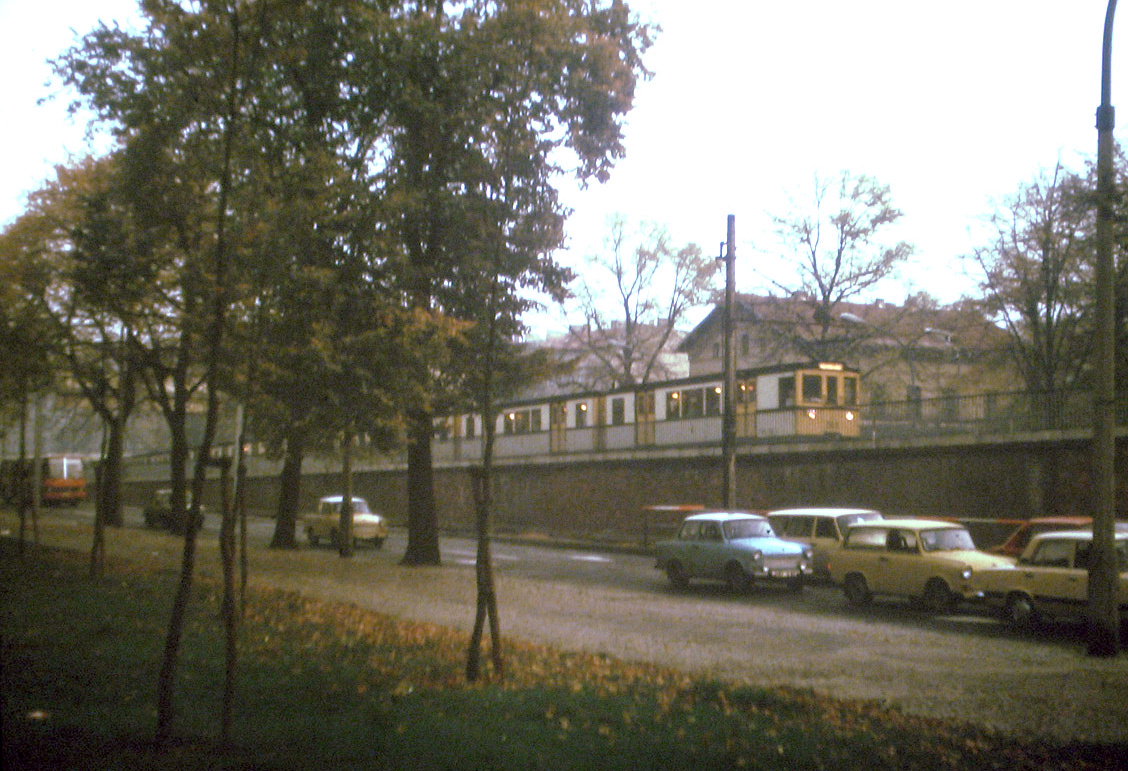
AIIU-Zug auf der Rampe zwischen Schönhauser Allee und Vinetastraße (1989)

Die BVG-West bezeichnete nach Umstellung der Baureihen von römischen auf arabische Ziffern im Jahr 1958 die Fahrzeuge als A2. 1962 ging sie daran, die noch vorhandenen Fahrzeuge für den Einmannbetrieb umzurüsten. Dabei wurden die Führerstände auf die volle Wagenbreite verbreitert. Die Türen wurden seitdem über Druckluft und nicht mehr von Hand geschlossen. Zusätzlich wurden die Wagen mit Sicherheitsfahrschaltung (Sifa) ausgerüstet. Die Frontscheiben in den Führerständen wurden vergrößert. Die Fahrzeuge erhielten während des Umbaus die interne Bezeichnung A2a. Nach Abschluss der Arbeiten wurde wieder die Bezeichnung A2 verwendet.
Ab 1971 musterte die BVG die Fahrzeuge aus, da genügend Fahrzeuge der moderneren Baureihe A3 zur Verfügung standen. Ein Jahr später kam es im Ostteil der Stadt in der Kehranlage des U-Bahnhofs Alexanderplatz zu einem Brand und zwei Wochen später zu einem Auffahrunfall im Bereich Rosa-Luxemburg-Platz, bei dem mehrere Wagen zerstört wurden. Da die BVB von der Ausmusterung der A2-Wagen wusste, bot sie ein Geschäft an, bei dem sie als Gegenleistung für Instandhaltungsarbeiten auf den Transitstrecken 20 Trieb- und 20 Beiwagen von der BVG erwerben konnte. Die verbliebenen Wagen musterte die BVG bis April 1973 aus. Die BVB bezeichnete die umgebauten Wagen als AIIU, mit Einführung der EDV-Nummern erhielten sie die Reihenbezeichnungen 128 (Triebwagen) beziehungsweise 178 (Beiwagen). Die Umbauwagen waren mit den Wagen der Ursprungsbauart AII betrieblich nicht kuppelbar. Die letzten „Amanullah-Wagen“ verkehrten bei der BVB am 5. November 1989.
Ein fahrfähiger Vierwagenzug, bestehend aus den Triebwagen 377 und 404 sowie den Beiwagen 836 und 848 befindet sich im Fahrzeugbestand der BVG. Zusätzlich ist auch der Triebwagen 390 im Ausmusterungszustand von 1973 rollfähig erhalten.

## Umbauten und Sonderfahrzeuge
Während der Einsatzzeit der AI- und AII-Wagen gab es mehrere Exemplare, die sich technisch wie auch äußerlich von den übrigen unterschieden. Einige Wagen, wie die Solotriebwagen, wurden in dieser Form ab Werk geliefert, die meisten jedoch entstanden durch Umbauten in den Werkstätten der Hochbahngesellschaft und der BVG. Neben dem Umbau von Trieb- und Beiwagen zu Testzwecken oder dem Wiederaufbau auf Bodenrahmen älterer Wagen nach dem Zweiten Weltkrieg gab es Dienstfahrzeuge, die unter anderem zum Schmieren oder Schleifen der Stromschienen gebraucht wurden. Außer den nachfolgend aufgeführten Beispielen existierten bei der BVG etwa zwei Züge zum Schleifen der Stromschienen, wovon letzterer in den 1980er Jahren durch ein profilunabhängiges Fahrzeug ersetzt wurde.

### Der Probezug von 1899

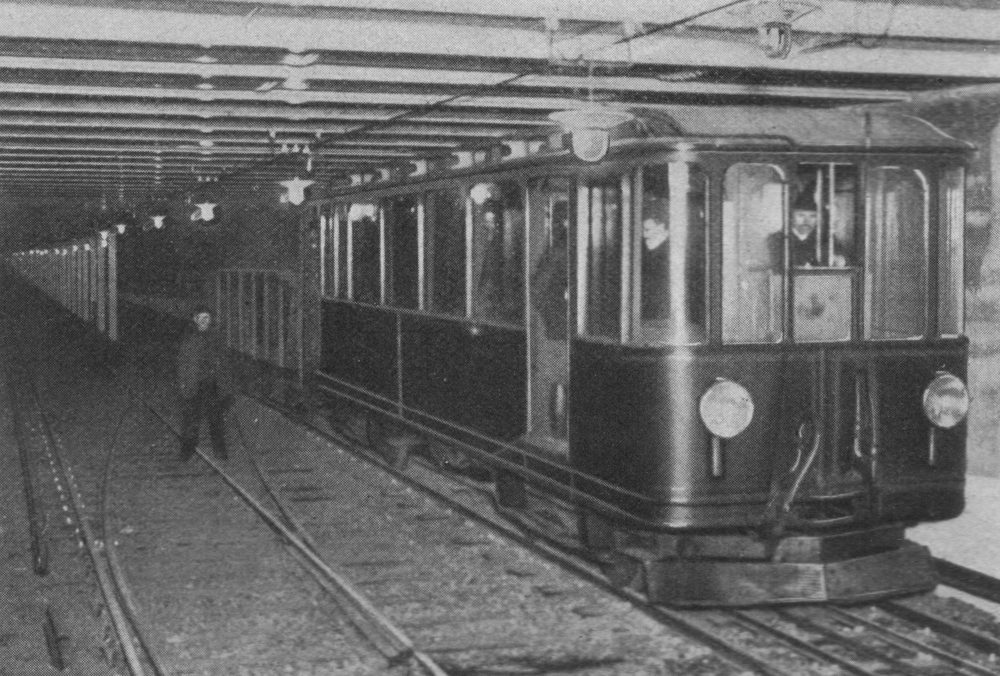
Einer der beiden Probe-Triebwagen mit der aus dem Beiwagen umgebauten Kastenlore auf einer Arbeitszugfahrt im Jahr 1901

Im Jahre 1899 bestellte die Hochbahngesellschaft bei van der Zypen & Charlier in Köln einen Probezug, bestehend aus zwei Trieb- und einem Beiwagen. Im Gegensatz zu den späteren Serienwagen, war der Probezug nicht weiß-gelb (dritte Klasse) bzw. weiß-rot (zweite Klasse) lackiert, sondern in preußisch-blau. Während einer der beiden Triebwagen über Längsbänke verfügte, wurden der zweite Trieb- und der Beiwagen mit Querbänken in der Anordnung 2 + 1 versehen.
Die Lieferung der Wagen erfolgte im September 1899. Ab Winter 1899/1900 erfolgten mit ausgiebige Versuchsfahrten auf der Drehstrom-Versuchsstrecke Groß-Lichterfelde–Zehlendorf. Im Oktober 1900 wurden die Wagen am Wassertor mit einem Kran auf die Hochbahntrasse gehoben und bis 1902 zu Probefahrten genutzt. Der Beiwagen wurde um 1902 in eine Kastenlore umgebaut. Die beiden Triebwagen waren bis 1910 im Schuppen am Gleisdreieck abgestellt, ehe der eine zu einer Materiatransportlore (ab 1930: 1001, 1973 verschrottet) umgebaut und der andere verschrottet wurde.
Die lange Zeit verbreitete Legende, dass einer der beiden Triebwagen (als „Probewagen A“ bezeichnet) am 16. März 1908 als geschobener Spitzenwagen des Eröffnungszuges an der Verlängerung von Bismarckstraße (heute Deutsche Oper) nach Reichskanzlerplatz (heute Theodor-Heuss-Platz) teilgenommen hat und deshalb die Bezeichnung „Kaiserwagen“ erhalten habe, wurde inzwischen als frei erfunden widerlegt.

### Sonderbauformen
Die Triebwagen der 7. Lieferung (Nr. 79–84), die 9. Lieferung (Nr. 115–119) und ein Teil der 14 .Lieferung (Nr. 202–226) verfügten bei ihrer Auslieferung über lediglich ein angetriebenen Drehgestell statt einer Vollmotorisierung. Sie verkehrten vor allem auf Strecken mit geringer Auslastung, wie dem Teilstück der heutigen U2 zwischen Bismarckstraße (heute Deutsche Oper) nach Reichskanzlerplatz (heute Theodor-Heuss-Platz) und einem Teil der Wilmersdorf-Dahlemer U-Bahn zwischen Fehrbelliner Platz und Thielplatz (heutige U3), und wurden als Zweiwageneinheit eingesetzt. Ein weiteres Kuriosum waren die sogenannten „Solotriebwagen“ (Nr. 202, 203, 225 und 226). Diese glichen äußerlich den übrigen Triebwagen, hatte jedoch zwei Führerstände und konnten dadurch einzeln verkehren.
Im Gegensatz zu diesen Sonderbauformen der Triebwagen gab es auch sogenannte Motorwagen, motorisierte Beiwagen bzw. Triebwagen ohne Führerstand. Sie wurden bei der Bildung längerer Zugeinheiten, also Sechs- oder Achtwagenzüge, in Zugmitte eingesetzt.
Der Umbau der Solotriebwagen in einfache zweimotorige Triebwagen erfolgte zwischen 1925 und 1927. Die Nachrüstung der Motorwagen mit einem Führerstand erfolgte ab 1935.

### 21. Lieferung
Eine 21. Lieferung gab es bei der U-Bahn nicht. Die Bezeichnung wird allerdings für den Umbau von zwei Beiwagen in den Jahren 1929/30 verwendet. Die beiden Nord-Süd-Bahn-Beiwagen 307 und 209 (ex 515) aus dem Jahr 1901 wurden zu Testzwecken grundlegend umgebaut, um sie unter anderem gemeinsam mit den AII-Wagen im regulären Fahrbetrieb einsetzen zu können. Die Fahrzeuge erhielten Scharfenbergkupplungen, eine andere Fensteranordnung sowie zwei einflüglige Schiebetüren, von denen je eine nur von innen, die andere dagegen nur von außen geöffnet werden konnte. Im Mittelteil zwischen den Türen gab es Quersitze in der Anordnung 2 + 1 statt der üblichen Längssitze. Die beiden Wagen erhielten nach dem Umbau die Wagennummern 867 beziehungsweise 515II.
Ziel dieses Umbaus war es, den Fahrgastwechsel an den Bahnhöfen durch einen geordneten Fluss zu beschleunigen. Die BVG beabsichtigte, im Falle eines Erfolges zukünftige Wagen mit diesem Aufbau zu bestellen. Durch den Zweiten Weltkrieg wurde das Vorhaben allerdings nicht weiter verfolgt. Der Wagen 867 ging im Krieg verloren; der Wagen 515 verkehrte dagegen bis zum Fristablauf im Jahr 1950 im Regelverkehr. Er wurde anschließend in der Hauptwerkstatt Grunewald und später in der Abstellanlage am U-Bahnhof Krumme Lanke abgestellt. Ab 1978 befand sich der Wagen in der Kehranlage des U-Bahnhofs Spichernstraße, bis er 1980 wieder zurück in die Betriebswerkstatt Grunewald verlegt wurde. Ab 1992 befand sich der Wagen auf einem nicht überdachten Abstellgleis in Grunewald; 1997 wurde er in Ferchland verschrottet.

### 22. Lieferung
Die 22. Lieferung war ebenfalls keine Lieferung von Neubaufahrzeugen, sondern die Bezeichnung von Wiederaufbauten auf Grundlage der Drehgestelle von zerstörten AI-Wagen in den Jahren 1949 und 1950. Hierbei handelte es sich um zehn AII-Triebwagen (Nr. 416–425) und einem AII-Beiwagen (Nr. 870).
Die acht AI-Wiederaufbau-Trieb- (440–447) und die drei Beiwagen (Nr. 744II, 747II, 748II) wurden dagegen weiterhin als 16.  bzw. 18 .Lieferung geführt. Der Wagen 748II wurde Ende 1965 zu einem A2-Beiwagen umgebaut und im September 1973 an den Automobilsammler Hugo Poddig verkauft. Er wurde 1978 verschrottet. Der Wagen 744II wurde bereits im Juli 1969 verschrottet. Der ursprünglich zur BVG-Fahrzeugsammlung im Omnibusbetriebshof Britz gehörende Beiwagen 747II wurde nach der Auflösung des Museums an die Hamburger Hummelbahn verkauft und auf einen LKW-Anhänger montiert. Seit 2012 diente er in Wuppertal als Imbiss und wurde dort im Mai 2018 verschrottet.

### Tunnelentstaubungswagen 1008
Der sogenannte Tunnelentstaubungswagen mit der Wagennummer 1008 entstand im Jahr 1940 durch Umbau des Triebwagens 89. Er diente zum Absaugen von Bremsstaub in den Tunnelanlagen, der durch den Abrieb der gusseisernen Bremsklötze der älteren Baureihen entstand. Allein im Jahr 1940 wurden von den 300 Tonnen verbrauchter Bremsklötze etwa zwei Drittel zu Staub zerrieben. Dieser Staub setzte sich in den Tunneln ab und gelangte durch den Fahrtwind wieder in die Züge, wo er zu Kurzschlüssen oder Fehlfunktionen der elektrischen Einrichtungen führen konnte. Die BVG versuchte zunächst, mit einem Arbeitswagen und einigen Mitarbeitern den Staub manuell abzusaugen, was jedoch durch die kurze Betriebspause kaum zu Erfolg führte. Deshalb sollte ein vorhandenes Fahrzeug mit einer höheren Saugfähigkeit eingesetzt werden.
Der AI-Triebwagen 89 (8. Lieferung) wurde entsprechend hergerichtet. Der Wagenkasten wurde abgenommen, das Fahrzeug erhielt an jedem Ende eine Fahrerkabine. In der Mitte befand sich die Staubsaugereinrichtung. Die Absaugvorrichtung konnte nur über einen der beiden Fahrstände mit einem speziellen Fahrschalter mit Zusatzkontakten bedient werden. Das Fahrzeug hatte eine Höchstgeschwindigkeit von 25 km/h, während des Absaugens waren jedoch nur 2–3 km/h möglich.
Die Absaugvorrichtung bestand im Wesentlichen aus einer von Siemens hergestellten Wasserringpumpe. Das Wasser wurde in einem 3000 × 1600 × 660 mm großen Behälter gespeichert. Während des Absaugens durchlief es zunächst den Staubvorabscheider, einen zylindrischen Filter von 300 mm Außendurchmesser und einer Höhe von 650 mm, in dem sich mehrere Staubsiebe sowie insgesamt sieben Anschlussstutzen für die Saugschläuche befanden. Der Staubvorabscheider diente dazu, den meisten Staub aufzufangen. Im weiteren Kreislauf folgte der Nassabscheider, ein zylindrischer Behälter von 1000 mm Außendurchmesser und 2000 mm Höhe. Darin trennte ein Wasserbad die Luft von den letzten Staubpartikeln. Ein Abschlussdeckel ermöglichte die Reinigung des Nassabscheiders. Das Wasser wurde danach wieder in den Anfangsbehälter gepumpt, so dass ein Kreislauf entstand. Die Vorrichtung verfügte über sieben Plattformen, je eine pro Saugschlauch, die so angeordnet waren, dass in einem zweigleisigen Tunnel alle Punkte während der Fahrt erreicht werden konnten.
Bis zu welchem Zeitpunkt der Entstaubungswagen eingesetzt wurde, ist unbekannt. Obwohl die Kriegsschäden 1950/51 beseitigt wurden, kam er nicht mehr zum Einsatz; zumal die BVG bereits 1936 damit begonnen hatte, die eisernen Bremsklötze gegen hölzerne aus getränkter Rotbuche zu ersetzten, wodurch auch kein Bedarf mehr für den Entstaubungswagen bestand. Er wurde im Juni 1969 offiziell außer Dienst gestellt und im Oktober 1972 verschrottet.

### Stromschienen-Schmierzug 1061/1062
Die von oben bestrichenen Stromschienen der Kleinprofilstrecken haben den Nachteil, dass es im Winter beim Anfahren zu Problemen in der Stromaufnahme kommen kann. Da durch die Eisschicht auf der Stromschiene die Auflagefläche verkleinert wird, kam es mitunter vor, dass die Stromabnehmer über eine sehr kleine Aufnahmefläche den gesamten Strom aufnahmen, wodurch hohe Temperaturen an dieser Stelle entstanden. Um diesem Effekt vorzubeugen, ließ die BVG 1971 die zwei Triebwagen 353 (19. Lieferung) und 407 (20. Lieferung) nach ihrer Außerdienststellung im Personenverkehr umbauen. Die neuen Fahrzeugnummern lauteten 1061 und 1062 Die beiden Wagen wurden zu einer Einheit gekuppelt und in den Fahrgasträumen je eine Blechtonne mit Altöl angebracht. Über Pumpen und Schläuche wurde das Öl an die Stromabnehmer geleitet. Eine Schmierung der Stromschiene erfolgte nur auf den ersten Metern des Anfahrens vom Bahnhof, weil hier die größten Ströme fließen. Da sich im Öl keine enteisenden Lösungen befanden, musste dies stets vor Vereisung der Stromschiene geschehen.
Im Oktober 1981 wurden die Fahrzeuge nochmals umgezeichnet, weil die BVG für Dienstfahrzeuge künftig einheitlich den 4000er Nummernbereich vorsah. Aus Wagen 1061 wurde so die 4021, aus Wagen 1062 die 4022. Im Mai 1994 wurden beide Wagen durch einen Zug der Bauart A3 ersetzt und an die Feuerwehrschule Schulzendorf (Berliner Feuerwehr- und Rettungsdienst-Akademie (BFRA)) abgegeben. 1999 wurden beide Wagen in Berlin-Neukölln verschrottet.

### Brausewagen
Als „Brausewagen“ bezeichneten die Mitarbeiter der BVB den Getränke-Transportwagen, welcher zwischen 1974 und 1991 die Betriebskantine im Zwischengeschoss des U-Bahnhofs Alexanderplatz mit Getränken belieferte. Zwischen April 1974 und Juni 1980 wurde der alte Hilfsgeräte-Güterwagen der Linie E (714 013 (ex 1010)) verwendet. Im Juli 1980 wurde kurzzeitig der Beiwagen 176 521 (ex 703) verwendet. Ab Juli 1980 kam der Triebwagen 126 520 (ex 230, ab 08.1980: 714 001) zum Einsatz, welcher zuvor zu einem Steuerwagen umgebaut worden war, sodass er mit dem sogenannten „Stromwagen“, einem Triebwagen für Überführungsfahrten zwischen Klein- und Großprofil, im Verband fahren konnte. Von März 1990 bis April 1991 wurde der Triebwagen 125 424 (ex 175) verwendet. Mit der Vereinigung von BVB und BVG in den Jahren 1991/92 bestand für das Fahrzeug kein Bedarf mehr.

## Erhaltene Fahrzeuge

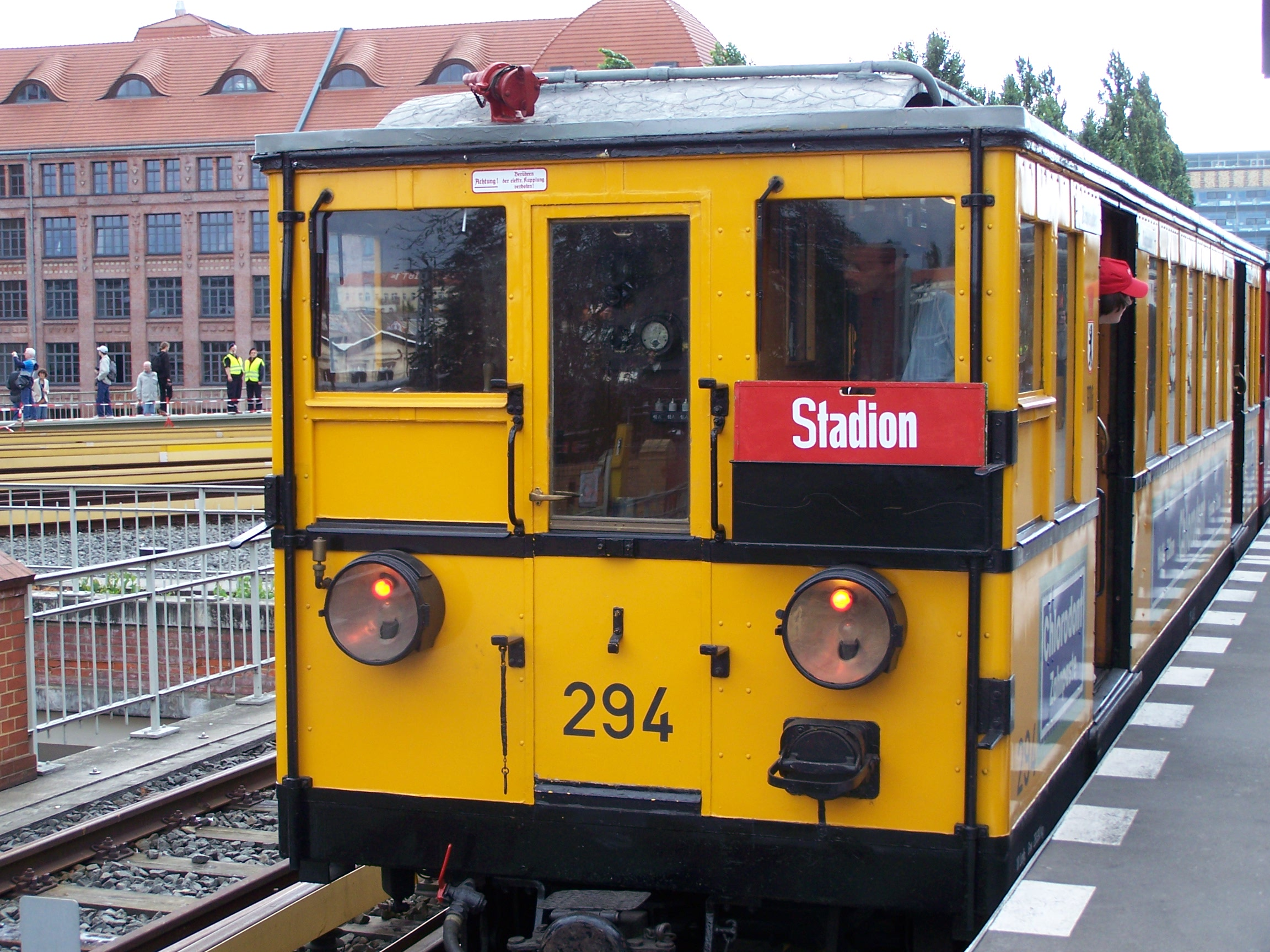
Tw 294 (18. Lieferung, 1926) gehört zu den noch fahrfähigen Exemplaren

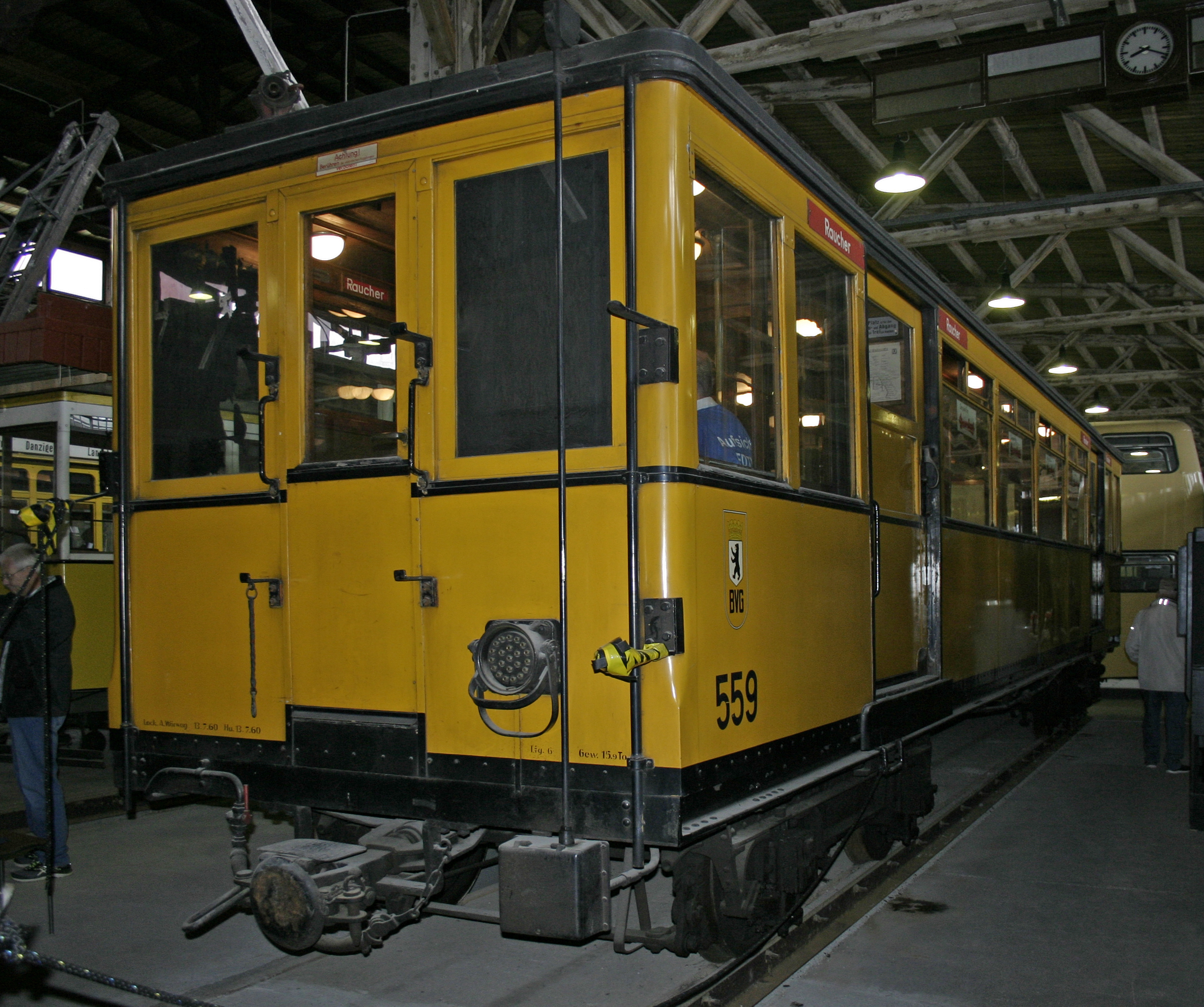
Bw 559 (6. Lieferung, 1908) in der Fahrzeugsammlung des Deutschen Technikmuseums Berlin, 2018

Der Verbleib von insgesamt 23 Fahrzeugen ist noch exakt bekannt, davon sind zwölf als fahrfähige Museumsfahrzeuge im Bestand der BVG. Zwei weitere Fahrzeuge befinden sich im Bestand des Deutschen Technikmuseums in Berlin und des DB Museums in Nürnberg. Die Wagen 86 und 212 wurden von der AG Berliner U-Bahn aufgearbeitet und in den Ursprungszustand der Auslieferungsjahre 1908 beziehungsweise 1913 zurückversetzt. Ein zwölfter Wagen – genauer gesagt die vordere Hälfte des Wagenkastens – wird auf dem U-Bahnhof Klosterstraße ausgestellt und stellt einen einfahrenden Zug dar. Der Bahnhof Klosterstraße sollte ursprünglich Ausgangspunkt einer Kleinprofillinie zur Frankfurter Allee werden, ein Vorhaben, das später in der U5 aufging. Daneben bestehen weiterhin einzelne Wagen oder Teile von ihnen, die an Privatpersonen verkauft wurden. Der genaue Verbleib dieser Fahrzeuge ist jedoch meist ungeklärt.
Der Wagen 86 ist ein 3.-Klasse-Wagen mit Holzsitzen. Er war bis Dezember 1969 in Ost-Berlin im Fahrgasteinsatz. Nachdem er 1975 unter Denkmalschutz gestellt worden war, begannen sieben Jahre später die Arbeiten, um ihn in den Auslieferungszustand zurückzuversetzen. Im Jahr 2002 konnte er zum 100-jährigen Jubiläum der Berliner U-Bahn der Öffentlichkeit präsentiert werden. Es folgten weitere Arbeiten durch die Arbeitsgemeinschaft Berliner U-Bahn. Am 6. Juli 2020 wurde das Fahrzeug – mittlerweile der älteste erhaltene U-Bahn-Triebwagen Deutschlands – in die Sammlung des Deutschen Technikmuseums Berlin überführt.
Die nachfolgende Tabelle listet die Fahrzeuge nach den BVG-Nummern von 1928 auf, gibt den Hersteller des Wagenkastens an, das Baujahr, den Fahrzeugtyp sowie seinen Verbleib. Zur Unterscheidung der Fahrzeugtypen differenzierte die BVG die Baureihen AI und AII nochmals hinsichtlich der Art (Trieb- oder Beiwagen bzw. Schöneberger Triebwagen) sowie der Anzahl der Fahrmotoren. Letzteres trifft jedoch nur auf die AI-Triebwagen zu, da die übrigen Triebwagen über jeweils vier angetriebene Achsen verfügen. Das Kürzel AI T4F bedeutet demnach AI-Triebwagen mit vier angetriebenen Achsen und Führerstand, das Kürzel AI SI dagegen AI-Triebwagen Schöneberger Bauart, 1. Lieferung. Die unterschiedlichen Schreibweisen in römischer (AI) und arabischer Schrift (A1) sollen auf die unterschiedliche Herkunft aus Ost- oder West-Berlin hinweisen.
Triebwagen 56III und Beiwagen 592 (Holzaufbau) wurden 1990 ausgemustert und an die Firma Zinnkann verkauft. Von 1994 bis 2010 dienten sie am Bahnhof in Königs Wusterhausen als Kleidungsgeschäft und wurden 2009 an die Draisinenbahn Berlin Brandenburg GmbH in Tiefensee verkauft. Bis 2017 wurden sie als Schlafwagen genutzt, ehe der schlechte Gesamtzustand (bevorzugt 592, Regenwasser drang durch das Dach) diese Nutzung nicht mehr zuließ.
| Nummer | Hersteller | Baujahr | Typ     | Verbleib |
| ------ | ---------- | ------- | ------- | --- |
| 7II    | Busch      | 1926    | A1 T4F  | seit 1970 Museumsbestand BVG, Zustand 1968, nicht betriebsfähig                                                                                          |
| 31II   | C&U        | 1926    | A1 T4F  | 1970–1999 Museumsbestand BVG, verkauft an privat, steht in Berlin-Neukölln, Nobelstr., 2019 bei Brand beschädigt                                         |
| 32II   | C&U        | 1926    | A1 T4F  | 1971–1993 Museumsbestand BVG, verkauft an Hamburger Hummelbahn, auf LKW-Fahrgestell montiert, heute bei Torfwerk Heinrich Wulfes KG, Sassenburg          |
| 56III  | vdZ        | 1925    | AIU T4F | 1990 verkauft an Zinnkann Catering, Berlin, 1994–2008 Modeboutique in Königs Wusterhausen, später zur Draisinenbahn Tiefensee, rollfähig                 |
| 86     | Falkenried | 1908    | AI T4F  | 1982–2020 Museumsbestand BVG, verkauft an Deutsches Technikmuseum Berlin, Lieferzustand 1908, Holzaufbau, rollfähig                                      |
| 201    | Wismar     | 1913    | A1 T4F  | 1971–1993 Museumsbestand BVG, verkauft an DB Museum Nürnberg, 2005 bei Großbrand zerstört                                                                |
| 212    | MAN        | 1913    | AI T2F  | seit 1990 Museumsbestand BVG, Lieferzustand 1913, Holzaufbau, nicht betriebsfähig                                                                        |
| 233    | WUMAG      | 1924    | AI T4F  | 1990 verkauft an Zinnkann Catering, Berlin, auf LKW-Fahrgestell montiert                                                                                 |
| 262    | Fuchs      | 1924    | AI T4F  | seit 1990 Museumsbestand BVG, Zustand 1936, betriebsfähig                                                                                                |
| 294    | vdZ        | 1926    | AI T4F  | seit 1990 Museumsbestand BVG, Zustand 1936, betriebsfähig                                                                                                |
| 302    | O&K        | 1927    | A1 T4F  | seit 2002 Museumsbestand BVG, Zustand 1968, nicht betriebsfähig, 2002–2012 aufgearbeitet aus Hilfsgerätewagen                                            |
| 377    | MAN        | 1929    | A2 T4F  | seit 1990 Museumsbestand BVG, Zustand 1955, nicht betriebsfähig                                                                                          |
| 359    | MAN        | 1910    | AI SI   | ex Schöneberg 12, vordere Hälfte im Ursprungszustand zurückversetzt am U-Bahnhof Klosterstraße                                                           |
| 390    | Werdau     | 1929    | A2 T4F  | seit 1973 Museumsbestand BVG, Zustand 1973 (Einmannbetrieb), nicht betriebsfähig                                                                         |
| 404    | Wismar     | 1929    | AII T4F | seit 1990 Museumsbestand BVG, Zustand 1929, nicht betriebsfähig                                                                                          |
| 559    | Falkenried | 1908    | A1 B    | 1971–1993 Museumsbestand BVG, verkauft an Deutsches Technikmuseum Berlin, Zustand 1965, Holzaufbau, rollfähig                                            |
| 592    | Düsseldorf | 1909    | AI B    | 1990 verkauft an Zinnkann Catering, Berlin, 1994–2008 Modeboutique in Königs Wusterhausen, später zur Draisinenbahn Tiefensee, Holzaufbau, rollfähig     |
| 722    | Credé      | 1924    | AI B    | seit 1970 Museumsbestand BVG, Zustand 1936 (roter Raucherwagen), betriebsfähig                                                                           |
| 733    | Credé      | 1925    | AI B    | 1990 verkauft an Zinnkann Catering, Berlin, 1992–2004 Modeboutique in Zeuthen, seit 2010 Zweirad-Veteranen-Freunde Wittgenstein e. V., 57334 Bad Laasphe |
| 737    | Credé      | 1925    | A1 B    | seit 1970 Museumsbestand BVG, Zustand 1968, nicht betriebsfähig                                                                                          |
| 753    | Credé      | 1926    | AI B    | 1982–1999 Museumsbestand BVG, Zustand 1936 (roter Raucherwagen), verkauft an privat, seit 2014 Eventlocation SAGE Berlin                                 |
| 816    | Credé      | 1928    | A2 B    | 05.1974 an eine Tischlerei verschenkt, steht auf dem Grundstück Saatwinkler Damm 48, 13627 Berlin                                                        |
| 836    | C&U        | 1929    | A2 B    | seit 1973 Museumsbestand BVG, Zustand 1955, nicht betriebsfähig                                                                                          |
| 848    | C&U        | 1929    | AII B   | seit 1973 Museumsbestand BVG, Zustand 1929 (roter Raucherwagen), nicht betriebsfähig                                                                     |